# Amastigia antarctica
Amastigia antarctica är en mossdjursart som först beskrevs av Arnold Girard Kluge 1914.  Amastigia antarctica ingår i släktet Amastigia och familjen Candidae. Utöver nominatformen finns också underarten A. a. subtropicalis.